# جوناثون موريس
جوناثون موريس (بالإنجليزية: Jonathon Morris)‏ هو مقدم تلفزيوني وممثل بريطاني، ولد في 20 يوليو 1960 في أورمستون ‏ في المملكة المتحدة.

## وصلات خارجية
- جوناثون موريس على موقع IMDb (الإنجليزية)
- جوناثون موريس على موقع ميوزك برينز (الإنجليزية)
- جوناثون موريس على موقع أول موفي (الإنجليزية)
- جوناثون موريس على موقع قاعدة بيانات الفيلم (الإنجليزية)
- جوناثون موريس على موقع كينوبويسك (الروسية)